# Nethinius wittmeri
Nethinius wittmeri là một loài bọ cánh cứng trong họ Cerambycidae.